# GE 244
A GE 244 foi uma locomotiva diesel-elétrica estadunidense fabricada pela GE Transportation. Por volta de 1950 a Estrada de Ferro Central do Brasil desejava adquirir uma locomotiva que fosse capaz de tracionar trens de 440 toneladas em rampas de até 2,5 % e curvas de 80 m de raio em bitola métrica. Seriam destinadas a substituir a tração a vapor nas linhas da Divisão de Minas.
Para tal serviço seus engenheiros aconselharam a aquisição de uma locomotiva de rodagem C-C com aproximadamente 1.300 HP. As especificações foram enviadas para os fabricantes da época GM-EMD, ALCO, Baldwin, Lima e para a Fairbanks-Morse, porém todos estavam com sua capacidade de produção no limite ou muito próxima dele, pois estavam dieselizando as ferrovias norte-americanas com suas maquinas no pós-guerra.
A General Electric, que possuía uma parceria com a ALCo, para fornecimento do sistema elétricos das locomotivas (esta parceria duraria até setembro de 1953), apresentou uma proposta de locomotiva com 1.600 HP, com motor diesel ‘’ALCo 244 E’’, vencendo a concorrência realizada em 1953 para fornecimento de 40 locomotivas para a EFCB.
A RVPSC acabaria comprando cinco unidades desta locomotiva em 1954, sendo numerada como 45-49, posteriormente essas unidades foram transferidas para a Central sendo numeradas como 4341-4345.